# Авария Boeing 737 в Кингстоне
Авария Boeing 737 в Кингстоне — авиационная авария, произошедшая вечером 22 декабря 2009 года. Авиалайнер Boeing 737-823WL авиакомпании American Airlines выполнял рейс AA 331 по маршруту Вашингтон—Майами—Кингстон, но после посадки в пункте назначения в условиях сильного дождя выкатился за пределы взлётной полосы аэропорта Кингстона и разрушился на три части. Из находившихся на его борту 154 человек (148 пассажиров и 6 членов экипажа) никто не погиб, но 85 из них получили ранения.

## Самолёт
Boeing 737-823WL (регистрационный номер N977AN, заводской 29550, серийный 1019) был выпущен в 2001 году (первый полёт совершил 30 ноября под тестовым б/н N1786B). 20 декабря того же года был передан авиакомпании American Airlines. Оснащён двумя турбовентиляторными двигателями CFM International CFM56-7B27. На день аварии совершил 10 402 цикла «взлёт-посадка» и налетал 24 610 часов.

## Экипаж
Самолётом управлял опытный экипаж, его состав был таким:
- Командир воздушного судна (КВС) — 49-летний Брайан Коул (англ. Brian Cole). Очень опытный пилот, в авиакомпании American Airlines проработал 24 года (с 1986 года). Управлял самолётами Boeing 727 (сначала бортинженером, затем вторым пилотом и после КВС) и McDonnell Douglas MD-11 (вторым пилотом). Налетал 11 147 часов, 2727 из них на Boeing 737-800.
- Второй пилот — 45-летний Дэниел Биллингсли (англ. Daniel Billingsley). Опытный пилот, ранее работал в авиакомпании American Eagle Airlines, где управлял самолётами ATR 42 и ATR 72. В авиакомпании American Airlines проработал 12 лет (с 1998 года). Управлял самолётом Boeing 727 (сначала бортинженером, затем вторым пилотом). В должности второго пилота Boeing 737-800 — с 2002 года. Налетал 6120 часов, 5027 из них на Boeing 737-800.

В салоне самолёта работали четверо бортпроводников.

## Пассажиры
По данным Госдепартамента США, 76 пассажиров на борту были гражданами США.
Хотя 92 человека были доставлены в больницу, сообщений об опасных для жизни травмах не поступало.
Сообщения из Ямайки показывают, что по состоянию на 28 декабря 2009 г. большая часть имущества пассажиров и экипажа еще не была возвращена в связи с расследованием; American Airlines предоставила каждому пассажиру по 5000 долларов в качестве компенсации за длительное удержание багажа.

## Хронология событий
Рейс вылетел из национального аэропорта имени Рональда Рейгана в Вашингтоне, в международный аэропорт имени Нормана Мэнли в Кингстоне, Ямайка, с остановкой в международном аэропорту Майами, Флорида. В 22:22 по местному времени (03:22, 3 декабря по всемирному координированному времени) Boeing 737-823 занесло при посадке на взлетно-посадочную полосу 12, и он вылетел за тротуар, получив серьезные повреждения. В то время сообщалось о сильном дожде. После аварии был выпущен специальный прогноз погоды.
Некоторые пассажиры указали, что во время полета обслуживание в салоне несколько раз приостанавливалось, а затем было полностью отменено из-за турбулентности; другие сообщают, что самолет, возможно, слишком долго совершал посадку на взлетно-посадочной полосе.
Также было объявлено, что некоторые посадочные огни аэропорта не работали во время происшествия. Официальные лица Ямайки преуменьшили роль неисправных огней в катастрофе, отметив, что экипажи были уведомлены и что на самом деле взлетно-посадочная полоса была освещена должным образом. После аварии наземные навигационные средства были проверены самолетом-проверщиком и признаны работоспособными.
Во время аварии самолет получил серьезные повреждения: фюзеляж разломился спереди и сзади от крыльев, одно крыло потеряло двигатель, а другое — законцовку крыла, а носовая часть была раздавлена. Шасси подломилось, и самолет упал на брюхо. По инерции он пронесся через ограждение аэропорта и шоссе Нормана Мэнли, прежде чем, наконец, остановился в нескольких метрах от побережья гавани Кингстона и Карибского моря. Фюзеляж самолёта был поврежден, не подлежал ремонту и был списан. Это была шестая крупная авария с участием Boeing 737-800.

## Расследование
Расследование причин аварии рейса AA 331 проводило Управление гражданской авиации Ямайки (JCAA).
Окончательный отчёт расследования был опубликован 2 мая 2014 года.